# Shake It Out
«Shake It Out» —en español: «Sacúdelo»— es una canción de la banda británica de indie rock Florence and the Machine, lanzado como el primer sencillo oficial de su segundo álbum de estudio Ceremonials (2011).

## Origen
Fue escrito por Florence Welch y Paul Epworth, mientras que la producción estuvo a cargo de Epworth. La canción fue lanzada digitalmente en Australia el 14 de septiembre de 2011, y estaba disponible en el Reino Unido el 2 de octubre. Tuvo su debut en la radio XFM, el 14 de septiembre de 2011 en el Reino Unido. Welch reveló que la canción fue escrita en una hora y trata sobre deshacerse de los pesares y de las cosas que la estaban persiguiendo.

## Críticas
"Shake It Out" es una canción pop barroco con elementos gospel que contiene órganos campanas y panderetas como su instrumentación principal. La canción recibió críticas positivas de los críticos de música que elogiaron la voz de Welch y su carácter de himno. Un video musical para la canción se estrenó el 3 de octubre de 2011 y fue dirigida por Dawn Shadforth. Demostró Welch asistir a una fiesta antigua en Inglaterra, que evoca referencias a Eyes Wide Shut. Ha recibido críticas en su mayoría positivas de los críticos que elogiaron sus imágenes y la comparó con otras obras de Annie Lennox y Madonna.

## Versiones y uso en los medios
En el último concierto de The Voice of Germany, cantó la canción Ivy Quainoo en febrero de 2012. En el episodio 12 de marzo de 2012 de serie de TV estadounidense Smash, Katharine McPhee cover "Shake It Out". La canción fue utilizada en el episodio 17 "No Pressure" de la séptima temporada de How I Met Your Mother, que se emitió el 20 de febrero de 2012 y promovió la canción con mucho éxito. y en el episodio 16 de la segunda temporada de Covert Affairs. La canción fue interpretada durante la tercera temporada de la serie de televisión Glee en el episodio Choke, por Naya Rivera, Jenna Ushkowitz y Amber Riley, como sus personajes Santana Lopez, Tina Cohen-Chang y Mercedes Jones respectivamente. 
La versión de Glee se basa en la versión acústica de la canción disponible en el disco extra deluxe edition. Este es el segundo Florence and the Machine y la canción que se ha realizado en el programa, (Dog Days Are Over se utilizó en el episodio 2 temporada Special Education) y la segunda vez que una canción de Florence será cantada por Riley y Ushkowitz. el episodio Degrassi "Scream" (Parte 2), la canción fue tocada como Clare Edwards tomó fotografías de sí misma.
En enero de 2018, cobró mucha popularidad la versión de esta canción que hizo la joven Amaia Romero, concursante en el programa español de TVE Operación Triunfo, recibiendo en pocas horas millones de visitas en YouTube, así como una muy positiva crítica del público.
Marzo de 2018 se usa la canción en el final de la serie 9-1-1 temporada 1 episodio 10

## Lista de canciones
Descarga digital
1. "Shake It Out" – 4:37

iTunes EP UK
1. "Shake It Out" – 4:37
2. "Shake It Out" (The Weeknd Remix) – 5:17
3. "Shake It Out" (Benny Benassi Remix Edit) – 3:22
4. "Shake It Out" (Benny Benassi Remix) – 5:35

Sencillo en vinilo 7' (Edición Limitada Record Store Day 2012)
1. "Shake It Out" – 4:37
2. "Shake It Out (The Weeknd Remix)" – 5:17

Sencillo en vinilo 12' (Edición Limitada)
1. "Shake It Out" – 4:37
2. "Shake It Out (The Weeknd Remix)" – 5:17

## Posicionamiento en listas y certificaciones
| Listas (2011–12)                            | Mejor posición |
| ------------------------------------------- | -------------- |
| Alemania (Media Control AG)                 | 30             |
| Australia (ARIA)                            | 36             |
| Austria (Ö3 Austria Top 40)                 | 16             |
| Bélgica (Flandes) (Ultratip Bubbling Under) | 2              |
| Bélgica (Valonia) (Ultratip Bubbling Under) | 15             |
| Canadá (Hot 100)                            | 52             |
| Escocia (The Official Charts Company)       | 10             |
| Estados Unidos (Billboard Hot 100)          | 72             |
| Estados Unidos (Alternative Airplay)        | 11             |
| Estados Unidos (Rock Songs)                 | 9              |
| Estados Unidos (Hot Dance Club Songs)       | 4              |
| Estados Unidos (Adult Pop Songs)            | 20             |
| Irlanda (IRMA)                              | 2              |
| Japón (Japan Hot 100)                       | 9              |
| Noruega (VG-lista)                          | 18             |
| Nueva Zelanda (Recorded Music NZ)           | 16             |
| Reino Unido (UK Singles Chart)              | 12             |
| Suecia (Sverigetopplistan)                  | 50             |
| Suiza (Schweizer Hitparade)                 | 23             |

| Lista (2011)                   | Posición |
| ------------------------------ | -------- |
| Reino Unido (UK Singles Chart) | 158      |

| País           | Organismo certificador | Certificación       | Ventas    |
| -------------- | ---------------------- | ------------------- | --------- |
| Australia      | ARIA                   | Disco de Platino    | 70 000    |
| Estados Unidos | RIAA                   | 2× Disco de Platino | 2 000 000 |
| Nueva Zelanda  | RIANZ                  | Disco de Oro        | 7500      |